# Снежная королева (сказка Шварца)
Снежная королева — пьеса-сказка в четырёх действиях, написанная Евгением Шварцем в 1938 году по мотивам одноимённой сказки Ханса Кристиана Андерсена.

## Действующие лица
- Сказочник — молодой человек лет двадцати пяти; считает своим долгом помогать тем, кто попал в беду
- Кей[1] — мальчик, унесённый Снежной королевой; приёмный внук Бабушки
- Герда — девочка, отправившаяся на поиски Кея
- Бабушка
- Советник — человек в чёрном сюртуке с холодными руками и ржавыми зубами
- Снежная королева — женщина во всём белом, живущая на севере
- Ворон Карл
- Ворона Клара
- Принц Клаус — бывший пастух, ставший принцем
- Принцесса Эльза
- Король Эрик Двадцать Девятый
- Атаманша — пожилая женщина в очках и широкополой шляпе
- Первый разбойник
- Маленькая разбойница — миловидная черноволосая девочка
- Северный олень
- Стражники, лакеи короля, разбойники.

## Сюжет

### Действие первое
В маленьком доме, где живут Кей, Герда и их бабушка, появляется Советник. Заинтересовавшись розовым кустом, который зацвёл на подоконнике среди зимы, он предлагает за него бабушке сначала 10, а потом и 100 талеров. Та не соглашается. Возникает ссора, и Советник обещает пожаловаться на неуступчивую семью Снежной королеве.
Вскоре перед обитателями дома предстаёт и сама Снежная королева. Она сообщает, что хочет увести с собой Кея: он будет ей вместо сына. Бабушка объясняет, что забрала мальчика после смерти его родителей. Он вырос у неё на руках, и расстаться с ним она не может. Кей тоже отчаянно протестует против ухода из дома. Прощаясь, королева целует его. После её ухода настроение Кея резко меняется: розы кажутся ему безобразными, Герда — некрасивой, а бабушка — смешной. Сказочник, который всё это время находился рядом, поясняет, что у человека, которого поцелует Снежная королева, сердце превращается в кусок льда.

### Действие второе
Всю зиму Герда и бабушка ждали Кея. Весной главная героиня пошла искать его. На пути ей встречаются ворон Карл и ворона Клара, которые уверяют, что Кей стал принцем и живёт в королевском дворце. Они ошиблись: на самом деле принца зовут Клаусом. Он и принцесса Эльза сочувствуют Герде, а потому предлагают ей шубу, шапку, муфту и золотую карету. Несмотря на козни Советника, стремящегося с помощью короля заточить девочку в темницу, ей удаётся покинуть дворец и продолжить свой путь.

### Действие третье
Путь Герды лежит мимо башни, в которой проживают разбойники во главе с Атаманшей. Именно к ней приходит Советник, чтобы указать на «великолепную добычу» — девочку, едущую в золотой карете без охраны. Разбойники останавливают Герду, однако передать её Советнику не успевают: появляется Маленькая разбойница, которая вызволяет пленницу, потому что ей не с кем играть. Когда она узнаёт историю Герды и Кея, то с трудом, но всё же соглашается отпустить девочку. Доставить её до владений Снежной Королевы должен Северный олень.

### Действие четвёртое
Герда находит Кея во дворце Снежной королевы. На появление своей названной сестры он почти не обращает внимания. Кей занят тем, что складывает из льдинок слово «вечность». Его безучастность и холодность расстраивают Герду. Обнимая Кея, она плачет, рассказывает, как славно они жили в маленьком доме, и напоминает ему про бабушку, ласточек, собаку Трезора и соседскую кошку. Слёзы Герды растапливают ледяное сердце Кея, и он вспоминает всё.
Тем временем в дом бабушки один за другим съезжаются гости: Маленькая разбойница и Сказочник, Карл и Клара, Клаус и Эльза. Все ждут новостей. Наконец дверь распахивается, и на пороге появляются Кей и Герда. Сказочник приветствует детей словами, что любые враги бессильны, пока сердца у людей горячи.

## Художественные особенности
Для Евгения Шварца обращение к сюжетам Андерсена не было случайным: по мнению театроведа Сергея Цимбала, писатель избрал датского сказочника в «посаженные отцы».
Пересоздавая истории, сочинённые Андерсеном, Шварц порой не только менял их структуру, но и преображал характеры героев. Так, в андерсеновском варианте Герда слишком юна для принятия самостоятельных решений; в момент отчаяния она даже готова признать, что её названный брат погиб и больше не вернётся. Герда у Шварца другая: волевая, целеустремлённая, решительная девочка.
В шварцевской Маленькой разбойнице удивительным образом сочетаются чёрствость и способность к состраданию, вздорность и умение сопереживать. Характер Советника раскрывается не только в поступках, но и в речи: она изобилует канцелярскими оборотами, суха и безжизненна. Зато Сказочник по-настоящему благороден; он появляется всякий раз, когда Герда нуждается в его помощи:
Своим страстным и мужественным участием в судьбе детей Сказочник завоевал право произнести ласковые, но твёрдые слова: «Что наши враги сделают нам, пока сердца наши горячи? Да ничего!»

## Экранизация
В 1966 году пьеса была экранизирована на киностудии «Ленфильм» режиссёром Геннадием Казанским. Премьера полнометражного цветного художественного фильма «Снежная королева» состоялась 6 ноября 1967 года. Автором сценария кинокартины тоже выступил Евгений Шварц.

## Переводы
- Александр Гаврош (укр.)